# Selección de baloncesto de República Centroafricana
La selección de baloncesto de República Centroafricana es el equipo formado por jugadores de nacionalidad centroafricana que representa a la Federación Centroafricana de Baloncesto en las competiciones internacionales organizadas por la Federación Internacional de Baloncesto (FIBA) o el Comité Olímpico Internacional (COI): los Juegos Olímpicos, la Copa Mundial de Baloncesto y el AfroBasket.
El equipo ganó dos veces el Campeonato FIBA África. Se convirtió en el primer equipo de África subsahariana en clasificarse para la Copa Mundial de Baloncesto.

## Historia
La República Centroafricana ha ganado dos veces el Campeonato FIBA África. Su primer título llegó en 1974, cuando fueron anfitriones del torneo y vencieron a Senegal por 72–67 en la final. Volvieron a alzar el trofeo en 1987 al derrotar a Egipto 94–87 por el campeonato. En el torneo de 1968, el equipo también obtuvo el tercer puesto.

## Historial

### Copa Mundial
Resultado General: 60.º puesto
| Copa Mundial de Baloncesto |
| --- |
| - 1950: No calificó - 1954: No calificó - 1959: No calificó - 1963: No calificó - 1967: No calificó - 1970: No calificó - 1974: 14° Lugar - 1978: No calificó - 1982: No calificó - 1986: No calificó - 1990: No calificó - 1994: No calificó - 1998: No calificó - 2002: No calificó - 2006: No calificó - 2010: No calificó - 2014: No calificó - 2019: No calificó - 2023: No calificó - 2027: TBD |

### Juegos Olímpicos
| Baloncesto en los Juegos Olímpicos |
| --- |
| - Berlín 1936: No calificó - Londres 1948: No calificó - Helsinki 1952: No calificó - Melbourne 1956: No calificó - Roma 1960: No calificó - Tokio 1964: No calificó - México 1968: No calificó - Múnich 1972: No calificó - Montreal 1976: No calificó - Moscú 1980: No calificó - Los Ángeles 1984: No calificó - Seúl 1988: 10° Lugar - Barcelona 1992: No calificó - Atlanta 1996: No calificó - Sídney 2000: No calificó - Atenas 2004: No calificó - Pekín 2008: No calificó - Londres 2012: No calificó - Río 2016: No calificó - Tokio 2020: No calificó - París 2024: No calificó |

### AfroBasket
| Afrobasket | Afrobasket        | Afrobasket | Afrobasket     | Afrobasket | Afrobasket  |
| ---------- | ----------------- | ---------- | -------------- | ---------- | ----------- |
| 1962:      | No calificó       | 1964:      | No calificó    | 1965:      | No calificó |
| 1968:      | Medalla de bronce | 1970:      | 4° Lugar       | 1972:      | 4° Lugar    |
| 1974:      | Medalla de oro    | 1975:      | No calificó    | 1978:      | No calificó |
| 1980:      | No calificó       | 1981:      | No calificó    | 1983:      | 7° Lugar    |
| 1985:      | 5° Lugar          | 1987:      | Medalla de oro | 1989:      | 7° Lugar    |
| 1992:      | 6° Lugar          | 1993:      | No calificó    | 1995:      | No calificó |
| 1997:      | 5° Lugar          | 1999:      | No calificó    | 2001:      | 9° Lugar    |
| 2003:      | 5° Lugar          | 2005:      | 5° Lugar       | 2007:      | 7° Lugar    |
| 2009:      | 6° Lugar          | 2011:      | 6° Lugar       | 2013:      | 13° Lugar   |
| 2015:      | 14° Lugar         | 2017:      | 11° Lugar      |            |             |

## Palmarés
- AfroBasket:
  -   Campeón (2): 1974, 1987
  -  Tercer lugar (1): 1968

- Juegos Panafricanos:
  -  Subcampeón (1): 1991